# Dumiso Dabengwa
Dumiso Dabengwa (6 de diciembre de 1939-23 de mayo de 2019) fue un político zimbabuense. 

## Biografía
Trabajó como el jefe de la inteligencia ZIPRA durante la guerra civil de Rodesia.
En 1982 Dabengwa fue acusado, con Lookout Masuku y otras cuatro personas, de traición por el gobierno de Mugabe. Fueron absueltos por falta de pruebas en 1983. Al liberarlos fueron detenidos de nuevo en regímenes de excepción. En este momento el Gukurahundi comenzó.
Dabengwa fue liberado cuatro años más tarde.
De 1992 a 2000 trabajó en el gobierno como ministro del Interior, y en 1991 fue nombrado presidente del Proyecto de Agua Zambezi Matabeleland.
Durante la guerra civil de Rodesia, la minoría blanca le apodó el "Ruso Negro" porque se había formado en Moscú, Rusia.
Dabengwa se postuló como candidato de ZANU-PF para un asiento en la Cámara de la Asamblea por Nkulumane en las elecciones del 2000, pero fue derrotado por el candidato del Movimiento por el Cambio Democrático (CDM), Gibson Sibanda. Dabengwa dijo que el MDC habría ganado incluso si su candidato fuera un burro. Fue derrotado nuevamente en las elecciones legislativas de marzo de 2005. Fue miembro del Politburó de ZANU-PF, pero anunció su apoyo a la candidatura de la oposición de Simba Makoni en las elecciones presidenciales de marzo de 2008 en una conferencia de prensa en Bulawayo el 1 de marzo de 2008. Un portavoz de Mugabe dijo que la deserción de Dabengwa a favor de Makoni no era importante, y dijo que Dabengwa no estaba al mando de ningún tipo de apoyo. Se informó que Mugabe había propuesto nombrar a Dabengwa como el vicepresidente posterior a las elecciones para reemplazar a Joseph Msika, pero que Dabengwa había rechazado la oferta.
Después de las elecciones, aunque no se anunció ningún resultado oficial de inmediato, Dabengwa declaró en abril de 2008 que la campaña de Makoni había cumplido su misión al evitar que Mugabe o Tsvangirai obtuvieran la mayoría en la primera ronda. Se opuso a la celebración de una segunda ronda y pidió la formación de un gobierno de unidad nacional de transición seguido de una nueva elección. Criticó a Mugabe, diciendo que era demasiado viejo y que debería dar paso a un liderazgo más joven, pero también criticó a Tsvangirai, comparándolo con el expresidente de Zambia, Frederick Chiluba, y diciendo que una victoria para Tsvangirai habría sido celebrada por los blancos.
Fue candidato del ZAPU a la Presidencia de Zimbabue en las elecciones generales de 2013.